# Herbault
Herbault je naselje in občina v osrednjem francoskem departmaju Loir-et-Cher regije Center. Leta 2009 je naselje imelo 1.210 prebivalcev.

## Geografija
Kraj leži v pokrajini Touraine 16 km zahodno od Bloisa.

## Uprava
Herbault je sedež istoimenskega kantona, v katerega so poleg njegove vključene še občine Averdon, Chambon-sur-Cisse, Champigny-en-Beauce, La Chapelle-Vendômoise, Chouzy-sur-Cisse, Coulanges, Françay, Lancôme, Landes-le-Gaulois, Mesland, Molineuf, Monteaux, Onzain, Orchaise, Saint-Cyr-du-Gault, Saint-Étienne-des-Guérets, Santenay, Seillac, Veuves in Villefrancœur s 15.123 prebivalci (v letu 2010).
Kanton Herbault je sestavni del okrožja Blois.

## Zanimivosti
- cerkev sv. Martina;